# Sierra de Juárez (Oaxaca)
La Sierra de Juárez (también llamada Sierra de Ixtlán) forma parte de la Sierra Madre del Sur ubicada al norte del Estado de Oaxaca, al sur de México. La Sierra de Juárez abarca principalmente las regiones zapotecas de los distritos de 1 minería y Villa media y es considerada una de las 12 áreas con mayor biodiversidad en el mundo por el World Wildlife Fund (WWF). Está nombrada así en honor al licenciado Benito Juárez García, Benemérito de las Américas, quien nació en Guelatao, pequeño pueblo zapoteco ubicado precisamente en la Sierra de Juárez.

## Ubicación
Conocida como Sierra Juárez se ubica en el Estado de Oaxaca, al norte de la ciudad capital. en la región conocida también como Sierra Norte, y cuna del Benemérito de las Américas, el Lic. Benito Juárez García, es de ahí donde se nombra Sierra Juárez.

## Biodiversidad y medio ambiente
Considerado por el World Wildlife Fund una de las áreas de mayor biodiversidad del mundo, la Sierra Juárez es unas de las pocas sierras mexicanas con bosques muy bien conservados. Esto se debe al manejo sustentable de los bosque por parte de las comunidades de la Sierra de Juárez.

## Bosques

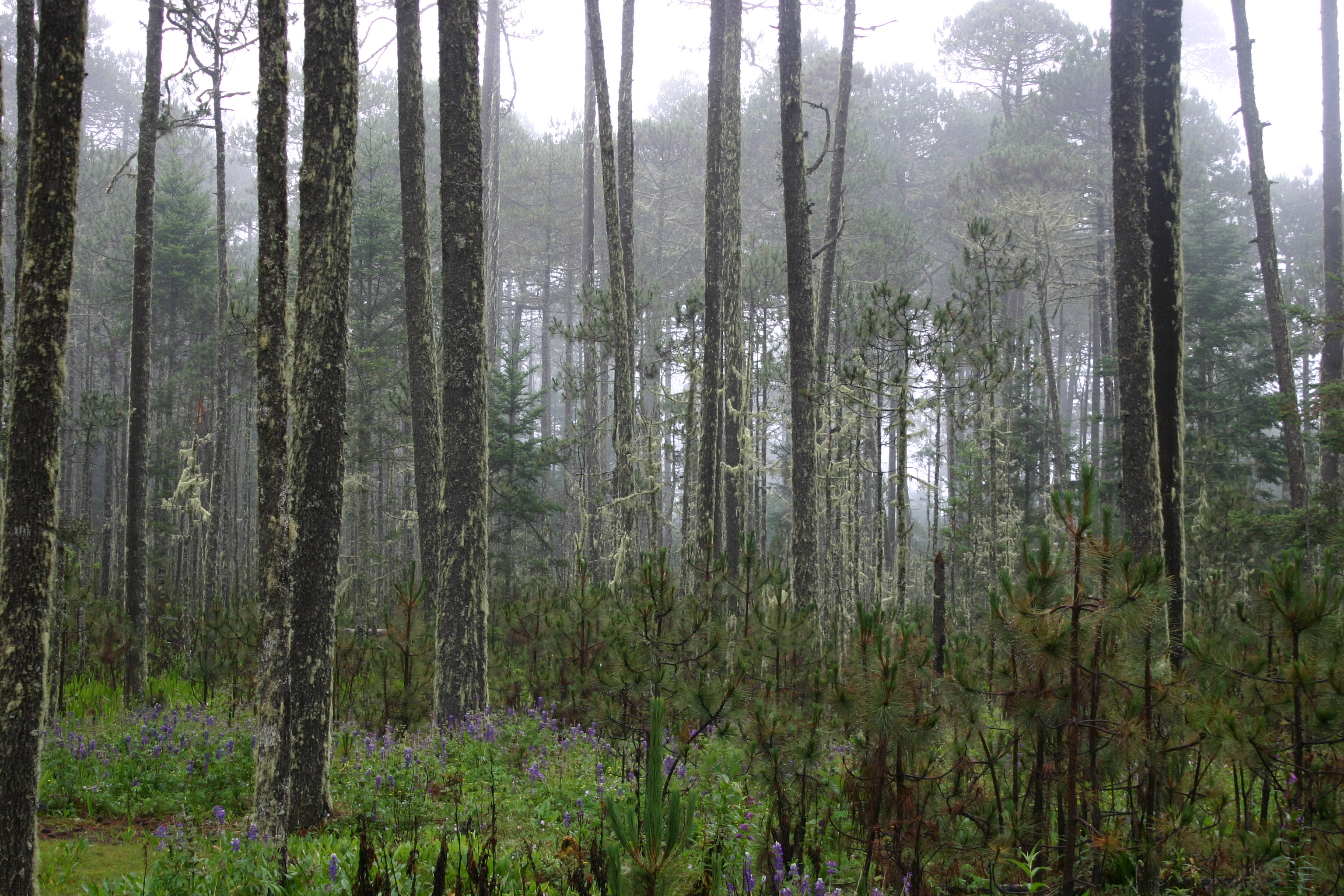
Bosque templado de pino en la carretera entre San Isidro Llano Grande y San Miguel Cajonos.

En la Sierra de Juárez se dan varios climas, como son seco y semiseco, cálido húmedo, templado húmedo y templado subhúmedo. El clima seco y semiseco constituye los bosques bajos de encino, los matorrales y la selva baja caducifolia que se encuentra en el depresión del río Grande y en el piedemonte del lado de los valles de Oaxaca. Los climas templados subhúmedos y húmedos constituyen los vastos bosques de pino-encino, de pino y de pino-abeto que cubren gran parte de la Sierra Juárez. Estos boques se distinguen por presencia de pinos (Pinus spp.), encinos (Quercus spp.), abetos (Abies spp.) y madroños (Arbutus xalapensis). En las laderas de la Sierra Juárez que bajan hacia la planicie del Golfo de México entre 1400 y 2250 m s. n. m., en la transición entre templado húmedo y cálido húmedo se encuentra el bosque mesofilo de montaña o bosque nublado. Estos bosques se distinguen por alto riqueza en especies de epifitas, pájaros, helechos y orquídeas. Estos bosques casi siempre están cubiertos con densa neblina. En la Sierra Juárez se encuentran algunas de las últimas áreas vírgenes o casi vírgenes de bosque mesofilo de montaña en México. Se distingue este bosque por la presencia de árboles amantes de la humedad, como el helecho arborescente. En las áreas cálidas húmedas, ya casi llegando a las tierras bajas de la planicie del Golfo se encuentra la selva alta perennifolia.

## Productos
En toda la sierra se producen, como en el resto de Oaxaca, frijol, maíz y calabaza. En áreas templadas se producen frutos como pera, manzana, durazno, y membrillo, y en algunas áreas también se producen productos como el rocoto o chile manzano, el trigo, la papa y el haba. En las áreas templadas también se cultivan flores para la venta, como el agapando, el alcatraz, el gladiolo y otros. De los bosques templados se extraen madera, hongos comestibles y plantas para la medicina tradicional, en especial el poleo o yerba del borracho. En las áreas más cálidas y húmedas del norte de la sierra se produce la caña, el café, la naranja y otros productos tropicales. Históricamente, productos importantes también han sido la fibra de maguey o ixtle, y la grana cochinilla.
Desde finales de la década de 1990, en la Sierra Juárez se han empezado a producir plantas ornamentales que se distribuyen en todo Oaxaca, como petunias, anturios, rosas, claveles, gardenias, árboles frutales, orquídeas que cuentan con el permiso de la Semarnat para poder vender legalmente estas flores, en ciertas épocas como diciembre pueden llegar a producir 10 000 nochebuenas. El medio de comercialización es directa en el invernadero o a través de terceros en los pueblos de la Sierra y Oaxaca. Además al consumidor se le proporciona información necesaria para evitar plagas y de cómo fertilizarlas. Cada pueblo de la Sierra ha desarrollado un amplio sistema de ecoturismo como caminatas, bicicleta de montaña, cabañas muy bien equipadas para poder disfrutar del ambiente del bosque y de esta manera generar ingresos para las familias de las comunidades sin tener que salir del estado.

## Atracciones turísticas en la Sierra Juárez
Hoy día en el estado de Oaxaca se han sabido aprovechar muy bien las maravillas que nos brinda la naturaleza, y se han sabido explotar de una manera sustentable creando así el turismo ecológico o más conocido como "eco turismo".
El ecoturismo se ha vuelto una parte importante entre todas las maravillas turísticas que nos brinda el estado de Oaxaca, en donde además conocerás el proceso de aprovechamiento responsable de recursos naturales y conservación de los bosques.
Entre los lugares que podemos visitar se encuentra:
Capulálpam de Méndez que cuenta con la distinción de "pueblo mágico", Ixtlán de Juárez, Nevería, Benito Juárez, Lachatao, Cuajimoloyas, Latuví, Llano Grande. Los pueblos mancomunados de Oaxaca que te abren sus puertas para que vivas una experiencia única en contacto con la naturaleza y cultura de dichas comunidades

## Costumbres y tradiciones de los pueblos de la Sierra de Juárez
La música y la danza son dos de las manifestaciones de la vida humana que reflejan las expresiones externas de una cultura, los sentimientos religiosos y los perfiles étnicos y sociales de un pueblo. Las bandas autóctonas, han sido indudablemente una de las principales características de la tradición de la Sierra Juárez. La música es un factor cultural importante para los pueblos serranos, porque se disfruta de esa riqueza cultural a través las notas que dejan salir los instrumentos de viento impregnados en melodías como lo son la marcha, el vals, el paso doble, el danzón y por supuesto los sones y jarabes; siempre estando presente en sus diversas celebraciones como bodas, fiestas de barrio, mayordomías, fiestas patronales, e incluso en eventos fúnebres. Cabe mencionar que con el paso del tiempo se han ido fortaleciendo las costumbres, heredando de padres a hijos el amor hacia la música regional, por eso no es de sorprenderse ver a una banda filarmónica integrada por niños y jóvenes. Las danzas han sido procedimientos rituales de la religión y de la magia para propiciar y dominar la voluntad de las potencias misteriosas.
Las danzas regionales de Villa Hidalgo Yalalag; algunas muy remotas, creadas en honor a las deidades prehispánicas y en agradecimiento a la vida y a las cosechas; se bailan de manera ceremoniosa, regularmente acompañados de flauta de carrizo y tambor hueco o con pergamino de venado; algunas otras se acompañan de las bandas de música de la región, y danzan al compás de las notas de los instrumentos de viento. Las danzas como la del “Huenche viejo” y “Huenche niño”, se pueden considerar como danzas sagradas, así como “La Malinche”, “San José” y “Los Negritos” son coloniales. Con el paso del tiempo han ido surgiendo otro tipo de danzas denominadas “chuscas”, pasando de lo sagrado y ceremonioso a lo vulgar y divertido, entre estas podemos mencionar la danza de “los cuerudos”, “los indios”, “los mechudos”, “los políticos”. Estas danzas se presentan en las festividades en honor al Santo Patrón, de los pueblos de la Sierra Juárez.